# Gryne pluriarcuata
Gryne pluriarcuata is een hooiwagen uit de familie Cosmetidae.